# Radiometer

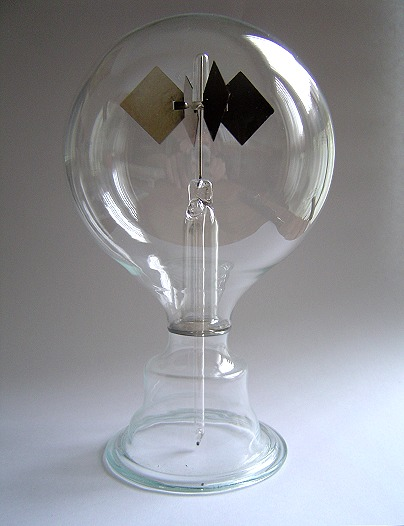
Crookes radiometer

En radiometer är ett mätinstrument som mäter strålningsintensitet eller effekten i elektromagnetisk strålning. De används framför allt för att mäta infrarött ljus, till exempel i jordresurssatelliter. 
Särskilt känd är Crookes radiometer, en snurra i en glasballong, som roterar när ljus faller på vingarna. Vingarna är reflekterande på ena sidan och svarta på andra sidan. Ibland sägs det att radiometern roterar på grund av strålningstryck. Det är dock inte korrekt, eftersom snurran inte roterar i totalt vakuum.
Vid en fast begränsningsyta (en vägg) uppstår i gasen ett skikt med en tjocklek av storleksordning en fri medelväglängd. Det kallas Knudsenskikt och i det gäller inte de vanliga ekvationerna för strömning och värmetransport i gasen. Om temperaturen varierar längs väggen kommer i dess närhet en strömning att sättas upp. Hastigheten är riktad åt samma håll som temperaturen ökar. Hastigheten delad med termiska hastigheten är av storleksordningen fria medelväglängden delad med längdskalan för temperaturvariationen. Detta fenomen kallas termisk krypströmning. 
I radiometern blir svarta sidan av en vinge varmare än den blanka. Vid spetsen finns därför en temperatur som starkt ökar i riktningen från den blanka sidan mot den svarta. Därför sätter en strömning i gasen igång vid spetsen, från den blanka sidan mot den svarta. Som en reaktion på detta kommer vingen att börja snurra i motsatt riktning, alltså med blanka sidan före. – Om gastrycket i radiometern vore tillräckligt lågt skulle i stället strålningstrycket dominera och rotationen ske i motsatt riktning.

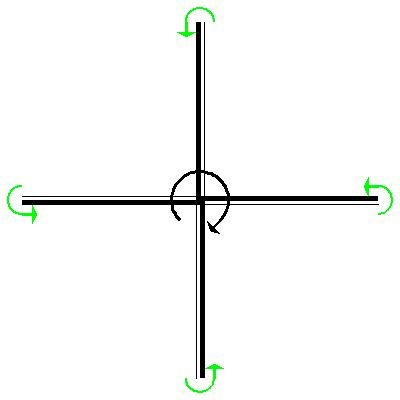
Radiometer sedd uppifrån. De gröna pilarna visar hur gasen börjar strömma, från blanka sidorna mot de svarta. Svarta pilen visar hur radiometern roterar.